# Frank Zappa

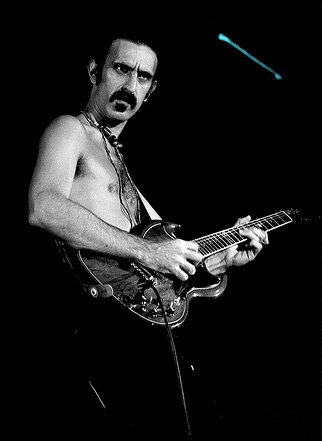
Frank Zappa (1977)

Frank Vincent Zappa (Baltimore, 21 december 1940 – Los Angeles (Californië), 4 december 1993) was een Amerikaans componist en uitvoerend  musicus. Hij was zowel solo-artiest als musicus in bands, waarvan The Mothers of Invention het bekendst was. Hij dirigeerde orkesten en produceerde ook bijna alle van de 62 albums die onder zijn eigen naam en die van The Mothers tijdens zijn leven zijn uitgebracht.
Zappa's werk kan beschouwd worden als een mix van rockmuziek, doowop, psychedelische rock, jazz, jazzrock,  improvisatie, experimentele muziek en eigentijdse klassieke muziek gecombineerd met een grote dosis satire, zelfspot, humor en performance-art.
Zappa wordt beschouwd als een van de innovatiefste muzikanten van zijn generatie, werkend in een stilistisch grote diversiteit.
Zappa had een grote invloed op de rockmuziek, zowel door zijn composities, die gekenmerkt werden door stijlverwijzingen en ritmische diversiteit (maatwisselingen), als door zijn teksten. Deze teksten verwezen naar de popcultuur en actuele gebeurtenissen en waren vaak satirisch of zelfs dadaïstisch-absurd. Zijn hoofdinstrument was de elektrische gitaar, maar hij was ook vaak te horen als zanger en speelde drums, basgitaar en op keyboard. In zijn werk als onafhankelijk muziekproducent hield hij controle over alle stappen het  productieproces. 
Zappa regisseerde ook speelfilms en muziekvideo's, die als voorbeeld kunnen worden gezien voor de visuele esthetiek van muziektelevisie, en hij  ontwierp albumhoezen.

## Jeugd
Frank Zappa werd op 21 december 1940 in Baltimore geboren als eerste kind van de Siciliaanse immigrant Francis Zappa en zijn vrouw Rose Marie Colimore. Zijn moeder kwam uit een Napolitaanse immigrantenfamilie. Zijn grootvader was in 1906 in de Verenigde Staten aangekomen en begon daar in Maryland een kapperszaak.. Francis Zappa speelde tijdens zijn studie voor geschiedenisleraar gitaar in een bandje. Hierna gaf les op het Loyola College in Maryland en leerde  Rose Marie Colimore kennen. Op 11 juni 1939 traden zij in het huwelijk, zij kregen drie zoons (Frank, Bobby en Carl) en een dochter (Patrice). Francis werd uiteindelijk ingenieur en metaalkundige bij Lockheed en Convair en werkte op verschillende locaties voor het Amerikaanse Ministerie van Defensie, wat betekende dat het gezin vaak moest verhuizen. In de lergerplaats Aberdeen Proving Ground in Maryland werkte Francis Zappa voor het U.S. Army Chemical Corps in de Edgewood Arsenal-faciliteit. Vanwege de nabijheid van het arsenaal, waar mosterdgas werd opgeslagen, werden gasmaskers in huis bewaard voor het geval er een ongeluk gebeurde. Deze woonsituatie had een diepgaande invloed op de jonge Zappa, en verwijzingen naar bacteriën, biologische oorlogsvoering, ziektes en de defensie-industrie komen veelvuldig voor in zijn werk. Tijdens zijn jaren aan de oostkust leed Frank aan ernstige verkoudheden en astma. Nasale beelden en verwijzingen komen voor in Zappa's muziek en teksten, evenals in de collages op de albumhoezen, meestal ontworpen door zijn jarenlange medewerker Cal Schenkel. Zappa geloofde dat zijn kinderziektes mogelijk te wijten waren aan blootstelling aan mosterdgas dat vrijkwam bij de nabijgelegen chemische oorlogsfaciliteit. Na een verhuizing naar Baltimore verslechterde zijn gezondheid. Dit bracht de ouders ertoe om in december 1951 naar het gunstigere klimaat aan de westkust te verhuizen, aanvankelijk naar Monterey in Californië, waar zijn vader metaalkunde doceerde aan de Naval Postgraduate School. Het gezin verhuisde al snel naar de wijk Clairemont in San Diego en vervolgens naar de nabijgelegen stad El Cajon, voordat zij uiteindelijk terugkeerden naar San Diego.
De jonge Zappa volgde in Monterey in 1953 aan de zomerschool les in (drum)rudiment en speelde een solostuk 'Mice' op snaredrum voor een afsluitingsconcert. In San Diego werd Zappa ingeschreven op Grossmont High School, waar hij zich aansloot als drummer bij de middelbare schoolband The Ramblers. Op de Mission Bay High School maakte hij kennis met de twaalftoonsmuziek. Zijn kennismaking met "Ionisation", een stuk voor 13 slagwerkers van de componist Edgard Varèse – wekte een interesse in geavanceerde ritmische experimenten die hem nooit meer losliet. In 1956 kreeg Zappa's vader een baan bij het Atlasprogramma's op de luchtmachtbasis in Lancaster, waar Frank Zappa  zich inschreef op de Antelope Valley High School. De verlatenheid en de omgeving van deze locatie, samen met de activiteiten op de nabijgelegen luchtmachtbasis en de noodgasmaskers rond het huis, zouden een sterke invloed hebben op de geest van de jonge Frank Zappa.
In die tijd raakte Zappa ook gefascineerd door de elektrische gitaar, die hij zichzelf had leren bespelen. Hij begon R&B-platen te verzamelen met gitaarsolo's. Howlin' Wolf met Hubert Sumlin, Muddy Waters, Johnny "Guitar" Watson en Clarence 'Gatemouth' Brown werden zijn favorieten. Een middelbareschoolvriend, Don Vliet (die later 'van' aan zijn naam toevoegde en Captain Beefheart werd), deelde zijn interesse in andere bluesmuzikanten uit de Mississippi Delta en de avant-garde jazz van John Coltrane, Cecil Taylor en Ornette Coleman. Hij werd ook beïnvloed door de Egyptische componist Halim El-Dabh, een pionier in de electronische muziek, die in 1959 zijn electronisch muziekdrama Layla en Majnun uitbracht.
Tegen de tijd dat Zappa in 1958 afstudeerde van de middelbare school, was zijn familie al acht keer verhuisd. De herhaaldelijke verhuizingen en voortdurende ziektes in Zappa's jonge jaren hadden invloed op zijn persoonlijkheidsontwikkeling. Hij werd omschreven als iemand die moeite had met het maken van vrienden en werd gezien als een eenling en workaholic. Bovenal trok hij zich terug in zichzelf en volgde hij zijn artistieke verlangens. De grafisch getalenteerde student won twee ontwerpprijzen en in deze periode ontstonden zijn eerste composities. Op de middelbare school mocht Zappa het schoolorkest dirigeren en als student op de universiteit schreef hij de muziek voor een Hollywoodfilm.
Zappa verliet in 1959 zijn ouderlijk huis. Hij ontmoette Kathryn J. "Kay" Sherman en ging met haar samenwonen in Ontario. Zij trouwden op 28 december 1960. Zappa werkte korte tijd in de reclamewereld, o.a. als ontwerper van wenskaarten en als copywriter. Zijn verblijf in de commerciële wereld was kort, maar gaf hem waardevolle inzichten in de werking ervan. Gedurende zijn hele carrière had hij een grote interesse in de visuele presentatie van zijn werk. Hij ontwierp een aantal van zijn albumhoezen en regisseerde zijn eigen films en video's.

## Eerste studiowerk
Vanaf 1961 werkte hij in de Pal Recording Studio van Paul Buff in Cucamonga, waar hij een aantal van zijn toekomstige bandleden leerde kennen. De Pal Recording Studio was in het bezit van een zelfgebouwde 5-sporen recorder. Zappa nam er zijn eerste rock-'n-rollplaat op, "Breaktime", van de Masters, bestaande uit Zappa zelf, Paul Buff en Ronnie Williams. Met Ray Collins schreef hij het doowopnummer "Memories Of El Monte", uitgebracht door de "The Penguins Featuring Cleve Duncan". Zappa speelde in meerdere bandjes en schreef de muziek voor de lowbudgetfilmsThe World's Greatest Sinne (1962) van Timothy Carey en de western Run Home, Slow (1965). In maart 1963 verscheen Zappa in de late night show van Steve Allen, waarin hij een fiets speelde als muziekinstrument.
Zappa's huwelijk met Sherman duurde niet lang, het bleef kinderloos en het echtpaar scheidde begin 1964. Met het geld dat Zappa verdiend had met Run Home, Slow kocht hij de studio van Paul Buff en doopte deze om tot Studio Z. Hij woonde enkele maanden in het studiogebouw, waar hij 12 uur per dag experimenteerde met overdubbing en tape-manipulatie. Het gebouw werd in 1965 gesloten en daarna afgebroken om North Archibald Avenue te kunnen verbreden. 
Om een aantal van Zappa's teksten te kunnen begrijpen, is een gebeurtenis van belang die zich in het voorjaar van 1965 afspeelde in Studio Z. Hem werd gevraagd een band te produceren met geluiden van seksuele activiteit als akoestische begeleiding voor een ‘mannenavond’. Zappa en zijn toenmalige vriendin zaten voor de studiomicrofoons en volbrachten de taak. Beiden werden enkele dagen later gearresteerd toen ze de band overhandigden – de opdrachtgever bleek een rechercheur van de districtspolitie te zijn. Zappa werd veroordeeld tot zes maanden gevangenisstraf voor ‘samenzwering met als doel pornografie te produceren’. Hij moest tien dagen gevangenisstraf uitzitten en kreeg voor de rest drie jaar voorwaardelijk. Rockjournalist Barry Miles beschrijft de gedenkwaardige episode voor Zappa in detail en concludeert: "Cell C was een levenslang trauma, en in veel opzichten bracht hij de rest van zijn carrière door met het steeds maar weer doorproppen van zijn pornografische tape in Amerika. Hij liet Amerikanen zien hoe hun land er werkelijk uitzag."

## 1965-1969:The (Original) Mothers of Invention
In 1964 was de band The Soul Giants op zoek naar een nieuwe gitarist. De groep, destijds bestaande uit de twee oprichters basgitarist Roy Estrada en drummer Jimmy Carl Black met David Coronado als saxofonist en Ray Hunt als gitarist, had Ray Collins op zang gevraagd. Gitarist Ray Hunt was hier niet gelukkig mee en verliet de groep, waarna Collins Zappa als gitarist vroeg. Zappa stemde in en werd bandleider. David Coronado verliet daarop de band. De band veranderde meerdere keren van naam, o.a. in "Captain Glasspack & His Magic Mufflers" en "The Blackouts", en daarna volgens de legende op moederdag 1964 in The Mothers. Herb Cohen werd manager van de groep en bezorgde hen op 1 maart 1966 een platencontract voor 5 albums bij Tom Wilson van Verve Records, een jazzlabel van MGM Records, dat uitbreiding zocht in de rock- en popmuziek. Als eerste nam de band met Elliot Ingber als extra gitarist het dubbelalbum Freak Out! op. Voor de release van het album moest de groep onder druk van de platenmaatschappij zichzelf omdopen tot The Mothers of Invention. Het album bestond uit satirische songs met vreemde titels als "Hungry Freaks", "Daddy" en "Who Are The Brain Police?" en stond later bekend als een van de eerste conceptalbums.
De groep musici van de Mothers is van wisselende samenstelling geweest. De groep met de oprichters Roy Estrada en Jimmy Carl Black, zanger Ray Collins (die in 1967 vervangen werd door Lowell George), Don Preston en Ian Underwood wordt ook wel The Original Mothers genoemd.
Naast zijn werk met de Mothers was Zappa ook aan een aantal nevenprojecten bezig. In dezelfde periode als van We're Only in It for the Money werkte hij aan het album Lumpy Gravy. Lumpy Gravy bevat een aantal instrumentale orkeststukken, gespeeld door het  "Abnuceals Emuukha Electric Symphony Orchestra", dat bestond uit een groep sessiemuzikanten olv Zappa. Zappa mocht om contractuele reden niet zelf meespelen.
De Mothers of Invention speelden eind 1966 in New York en kregen voor Pasen 1967 een optreden aangeboden in het Garrick Theater in Greenwich Village. The Mothers brachten de rockmusical Pigs & Repugnant (Varkens & Weerzinwekkend), die succesvol bleek. Manager Herb Cohen verlengde de boeking tot 5 september 1967 met uitvoeringen van twee keer doordeweeks en drie keer in het weekend. Als gevolg hiervan verhuisden Zappa en zijn vrouw Gail, samen met de Mothers of Invention, naar New York. In deze New Yorkse periode werden in de Mayfair Studios en de Apostolic Studios de meeste nummers voor het album We're Only in It for the Money opgenomen. Het werd geproduceerd door Zappa, met Wilson als uitvoerend producent. De coverfoto parodieerde de hoes van Sgt. Pepper's Lonely Hearts Club Band. Het artwork werd verzorgd door Cal Schenkel, die Zappa in New York had ontmoet. Het was het begin van een levenslange samenwerking waarin Schenkel de hoezen ontwierp voor talloze Zappa- en Mothers-albums.
Zappa and the Mothers of Invention keerden medio 1968 terug naar Los Angeles; de Zappa's verhuisden naar een huis aan Laurel Canyon Boulevard, om vervolgens weer te verhuizen naar Woodrow Wilson Drive. Dit was Zappa's thuis voor de rest van zijn leven.

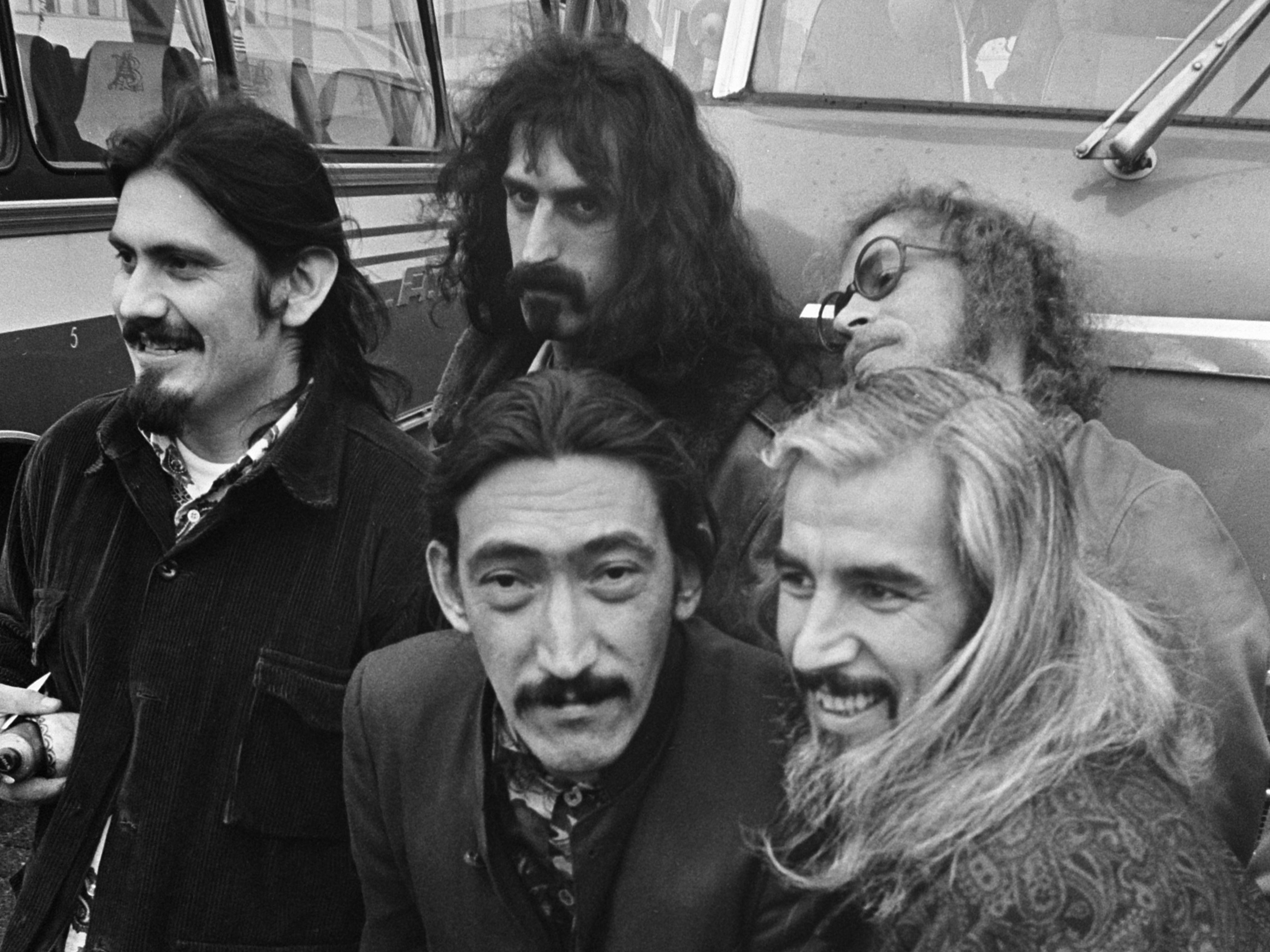
The Mothers of Invention (1968)

Op 20 oktober 1968 traden de Mothers op in het Concertgebouw in Amsterdam. Tijdens hun bezoek aan Nederland werd We're Only in It for the Money onderscheiden met een Edison. Toen Zappa hoorde dat in de in Nederland uitgebrachte persing coupures bevatte, weigerde hij het beeldje.
Ondanks het succes in Europa, deden de Mothers of Invention het financieel niet goed. In 1969 waren er negen bandleden en Zappa betaalde de groep uit zijn royalty's, of ze nu speelden of niet. Eind 1969 hief Zappa de band op. Hij noemde vaak de financiële druk als de belangrijkste reden, maar andere redenen waren o.a. het feit dat sommige bandleden die geen noten konden lezen, waardoor opnames vaak over moesten.
In december 1968 verscheen het laatste album met de originele bezetting van de Mothers: Cruising with Ruben & the Jets. Het is een album vol doo-wop als hommage aan de jaren 1950. Zappa stelde nog twee albums samen uit niet uitgebrachte opnames: Burnt Weeny Sandwich en Weasels Ripped My Flesh, beide uitgebracht in 1970.

## Eerste solowerk en Bizarre Records
Hot Rats is het eerste album van Zappa, dat niet onder de naam van de Mothers, maar alleen onder zijn eigen naam werd uitgebracht. Hoewel er een enkele Mothers-musicus meewerkte, wordt het album gekenmerkt door het gitaarwerk van Zappa zelf. De stijl van het album wijkt sterk af van de albums, die Zappa met de Original Mothers maakte en gaat in plaats van de collage-achtige albums vol sociologisch commentaar richting jazzrock vol vlammende gitaarsoli. Zappa werkte voornamelijk met sessie-musici, alleen Ian Underwood van de Mothers werkte mee. Captain Beefheart had een vocale bijdrage in het nummer "Willie the Pimp". Het album verscheen in 1969 op zowel Reprise Records als op Zappa's eigen label Bizarre Records, dat hij kort ervoor samen met Herb Cohen als uitbreiding op hun productiemaatschappij had opgericht. Naast Bizarre Records was Straight Records opgericht, waarvoor Zappa's albums produceerde voor de GTOs, Captain Beefheart, Alice Cooper, en Essra Mohawk.
Hot Rats kreeg in 1972 een vervolg met het album Waka/Jawaka, dat ook wel Waka/Jawaka — Hot Rats genoemd wordt. Gastmusicus was o.a. Sneaky Pete Kleinow op pedal steelgitaar.

## 1970-1975:The (Vaudeville) Mothers of Invention
Eind 1970 vormde Zappa een nieuwe versie van de Mothers (vanaf dat moment liet hij de term "of Invention" grotendeels achterwege). Naast Ian Underwood bestond de nieuwe band  uit de Britse drummer Aynsley Dunbar, jazztoetsenist George Duke, bassist Jeff Simmons en de twee leadzangers van The Turtles, Mark Volman en Howard Kaylan, die vanwege aanhoudende juridische en contractuele problemen de artiestennaam "The Phlorescent Leech and Eddie" of kortweg "Flo & Eddie" aannamen. Een ander lid van de Turtles, Jim Pons, zou zich in februari 1971 Simmons op bas vervangen.
Deze nieuwe versie van de Mothers speelde mee op het album Chunga's Revenge uit 1970, dat echter niet op naam van de Mothers maar alleen onder Zappa's eigen naam werd uitgebracht. Opvolger werd het dubbelalbum met de de soundtrack van de film 200 Motels uit (1971), met de Mothers, het Royal Philharmonic Orchestra, Ringo Starr, Theodore Bikel en Keith Moon. De film werd mede geregisseerd door Zappa en Tony Palmer en werd in een week gefilmd in Pinewood Studios buiten Londen. De film behandelt losjes het leven op toernee van de rockmuzikant.  Het was de eerste speelfilm die op videoband werd gefotografeerd en overgebracht naar 35 mm-film, een proces dat nieuwe visuele effecten mogelijk maakte. De muziek was grotendeels gebaseerd op orkestrale muziek, en Zappa's onvrede met de klassieke muziekwereld nam toe toen een concert, gepland in de Royal Albert Hall werd afgelast omdat een vertegenwoordiger van de zaal sommige teksten obsceen vond. In 1975 verloor hij een rechtszaak tegen de Royal Albert Hall wegens contractbreuk.
Na 200 Motels ging de band op tournee, waarvan de muziek vastgelegd werd op twee livealbums: Fillmore East – June 1971 en Just Another Band from L.A.. Laatstgenoemd album bevatte het 20 minuten durende nummer "Billy the Mountain", Zappa's satire op een rockopera die zich afspeelt in Zuid-Californië. Dit nummer was representatief voor de theateroptredens van de band, waarbij liedjes werden gebruikt om scènes uit 200 Motels en de seksuele ontmoetingen van de bandleden onderweg uit te beelden.
In december 1971 werd de band geconfronteerd met twee ongelukken. In het theater van het casino van Montreux werd alle apparatuur van de band vernietigd door een brand en een week later werd Zappa in Londen van het podium geduwd, met als gevolg ernstige breuken, hoofdletsel en verwondingen aan zijn rug, been en nek, evenals een verbrijzeld strottenhoofd. Het zou een half jaar duren voor Zappa weer het podium op kon, wel hinkend en met een beenbrace.
In het voorjaar van 1972 werd door de Mothers het album The Grand Wazoo opgenomen met vrijwel alleen instrumentale stukken en met medewerking van een groot aantal sessiemuzikanten. Zappa ging op tournee met kleinere groepen, waarvan Ian Underwood (rieten, keyboards), Ruth Underwood (vibrafoons, marimba), Sal Marquez (trompet, zang), Napoleon Murphy Brock (sax, fluit en zang), Bruce Fowler (trombone), Tom Fowler (bas), Chester Thompson (drums), Ralph Humphrey (drums), George Duke (keyboards, zang) en Jean-Luc Ponty (viool) regelmatig deel uitmaakten.
Met deze groep, ook wel bekend als de Roxy-band, kon Zappa muziek op een heel andere manier benaderen dan voorheen. Op een toegankelijke wijze mengde  hij complexe jazzrockarrangementen, funk en andere muziekstijlen tot compacte liedjes van slechts drie tot zes minuten vol typische Zappa-teksten: het album Over-Nite Sensation laat een "virtuoze, buitengewone band" horen, die echter in de ogen van een criticus wordt gecontrasteerd door "schurftige, pornografische teksten". Het album Apostrophe ('), uitgebracht in juni 1974, was een album met een onzinthema over een Eskimo. Het werd Zappa's succesvolste album met een nummer 10 piekpositie op de Billboard- hitlijsten. Het album werd uitgebracht op het label DiscReet Records, dat als opvolger van Bizarre Records mede door Zappa was opgericht. De distributie verliep via Warner Bros..
Andere albums in die periode waren Roxy & Elsewhere (1974) en One Size Fits All (1975). Het live-album Bongo Fury met medewerking van Captain Beefheart en met Terry Bozzio als drummer was het laatste nieuwe album dat aan de Mothers werd toegeschreven.  Daarna bracht Zappa zijn muziek alleen onder eigen naam uit.

## De latere Zappa-bands

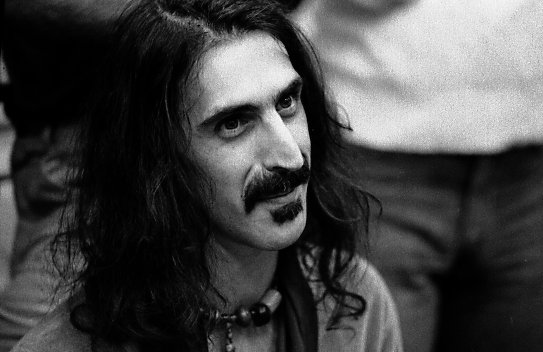
Frank Zappa in Toronto, 24 sep 1977

Met uitzondering van drummer Terry Bozzio verving Zappa het volledige personeel van zijn eerste band na het Mothers-tijdperk. In de zomer van 1976 vonden de opnames plaats voor werd het album Zoot Allures, dat in feite een samenwerking was tussen alleen Zappa en Bozzio. In die periode ontstond een conflict tussen Zappa en manager Herb Cohen over royaltychecks, die Cohen achter gehouden had. Vanwege de juridische strijd werd Zoot Allures niet op DiscReet maar rechtstreeks bij Warner Bros. uitgebracht. De line-up voor de tournee door de VS en Canada in het najaar van 1976 bestond uit gitarist en zanger Ray White, zangeres en toetsenist Lady Bianca, toetsenist en violist Eddie Jobson en bassist Patrick O'Hearn. Lady Bianca verliet de groep in november, waarna in december de live-opnamen volgde voor het dubbelalbum Zappa in New York. Zappa was niet tevereden over Warners promotionele activiteiten en om zo snel mogelijk van zijn contractuele  verplichtingen af te komen leverde hij naast Zappa in New York in maart 1977 nog eens drie albums af aan Warner: Studio Tan, Sleep Dirt en Orchestral Favorites. Deze albums bevatten opnamen die grotendeels tussen 1972 en 1976 waren gemaakt. Na een langdurige juridische strijd bracht Warner uiteindelijk de vier betwiste albums uit in 1978 en 1979. Na de breuk met Warner herschikte Zappa de omstreden albums, samen met wat ander materiaal, tot een viervoudig album genaamd Läther. Zappa onderhandelde met Phonogram Records over de release op een nieuw label onder de naam van Zappa Records, maar moest het project in de ijskast zetten. In december 1977 speelde Zappa het hele Läther-album op de radiozender KROQ-FM in Pasadena in Californië, waarbij hij luisteraars aanmoedigde om opnames te maken van de uitzending. Het album integreert veel aspecten van Zappa's werk uit de jaren 1970: heavy rock, orkestrale werken en complexe jazz-instrumentals, samen met Zappa's kenmerkende gitaarsolo's. Läther werd officieel postuum uitgebracht in 1996.

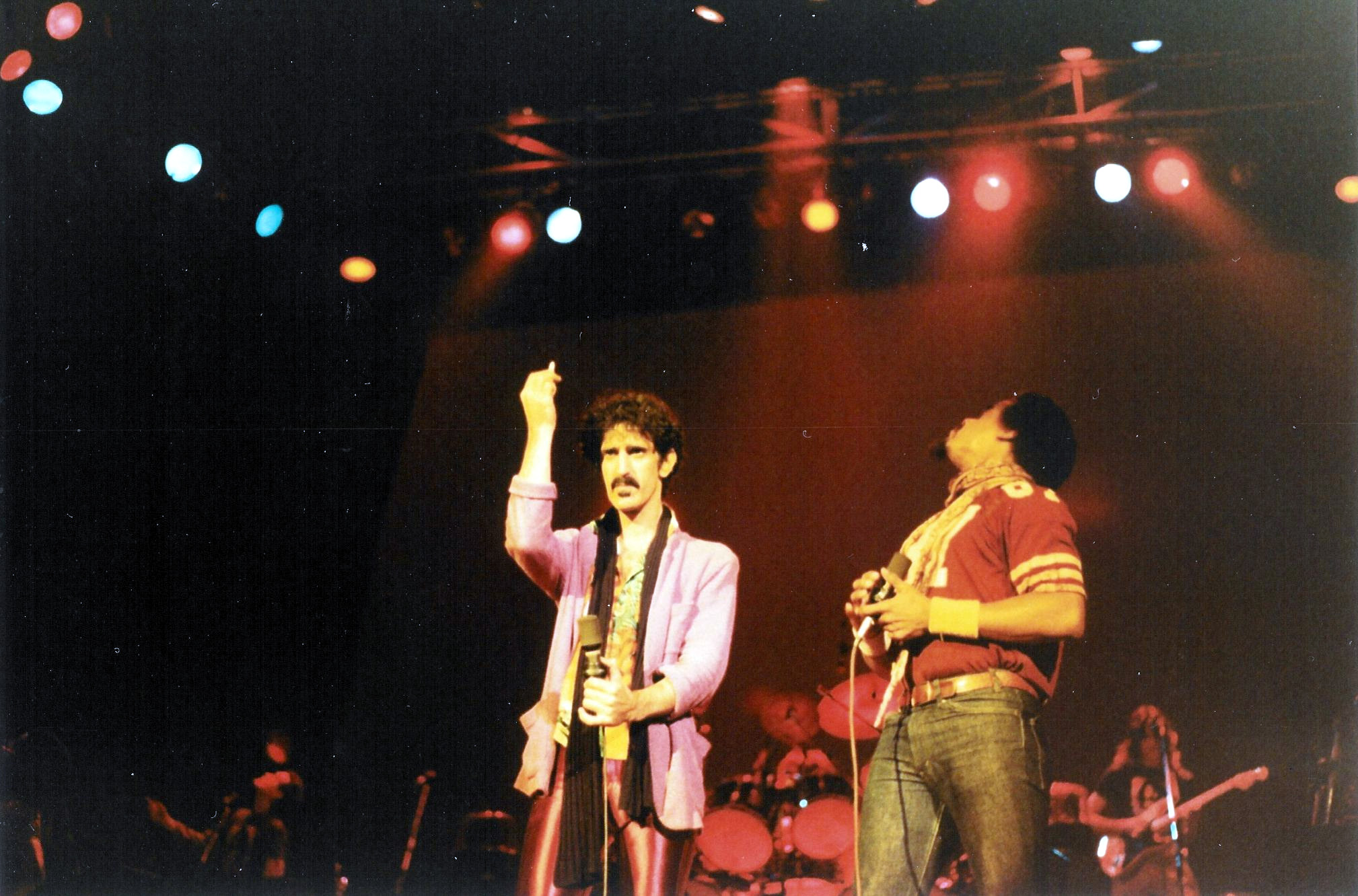
Zappa en Ike Willis

Eind 1977 en voorjaar 1978 volgden een Noord-Amerikaanse en een Europese tournee. Eddie Jobson deed niet mee, maar toetsenisten Tommy Mars en Peter Wolf, gitarist en zanger Adrian Belew en percussionist Ed Mann sloten zich wel bij de band aan. In het najaar tijdens de Europese tournee was Vinnie Colaiuta de nieuwe drummer en sloot zanger/gitarist Ike Willis  zich aan bij de band. De live-opnamen van deze concerten werden opgenomen op Zappa's album Sheik Yerbouti, een woordspeling op "Shake Your Booty", een nummer 1 discohit van KC and The Sunshine Band. Het werd Zappa's succesvolste album met een piekpositie op nummer 21 in zowel de Billboard 200 als de Nederlandse Album Top 100. Van het album verscheen de single "Bobby Brown (Goes Down)", die een grote hit werd in Europa (nummer 1 in Noorwegen en Zweden, nummer 4 in West-Duitsland) en waarmee hij in de Duits sprekende landen, waar de tekst geen probleem was, bekend werd bij een breder publiek. In 1995 bereikte dit nummer opnieuw de hitlijsten, toen tot nummer 32. In de Verenigde Staten werd "Dancin' Fool" als single uitgebracht. 
In het voorjaar van 1979 tourde de band naar Europa met nieuwelingen Denny Walley op slidegitaar, Arthur Barrow op bas en Warren Cuccurullo op gitaar. Opnames werden gebruikt voor het album Joe's Garage, dat halverwege het opnameproces herschreven werd in een rockopera. Joe's Garage was het laatste album dat Zappa opnam in een commerciële studio. Zappa's eigen studio, de Utility Muffin Research Kitchen, gebouwd als een uitbreiding van Zappa's huis en voltooid eind 1979, werd gebruikt om al zijn daaropvolgende releases op te nemen en te mixen.
In 1980 maakte Peter Wolf geen deel meer uit van de band en laste Vinnie Colaiuta een tourneepauze in. Zappa verving laatstgenoemde voor de tournee door de VS en Europa door drummer David Logeman. Ray White kwam weer terug in de band. Colaiuta keerde terug voor de wintertournee van 1980, de band bestond verder uit gitarist Steve Vai en toetsenist, trompettist en zanger Bob Harris. Opnames van deze concerten verschenen op het live-dubbelalbum Tinsel Town Rebellion en werden ook gebruikt voor opvolgers You Are What You Is(1981) en Ship Arriving Too Late to Save a Drowning Witch(1982). Steve Vai was in 1979 al door Zappa ingehuurd om tegen een tarief van 5 dollar per blad een aantal van zijn gitaarsolo's te transcriberen, wat hij tot 1981 bleef doen.
Eind 1981 werden Vinnie Colaiuta en Arthur Barrow  vervangen door drummer Chad Wackerman en bassist Scott Thunes. Bob Harris werd vervangen door toetsenist, saxofonist en zanger Bobby Martin. In 1984 verzorgde voormalig Motherslid Napoleon Murphy Brock twee weken lang een gastoptreden. Toetsenist Allan Zavod verving Tommy Mars. In februari 1988 ging een Zappa-band voor de laatste keer op tournee. Ze toerden tot juni van dat jaar door Noord-Amerika en Europa. Zappa had dit laatste ensemble uitgebreid tot een rockgroep met bigbandkwaliteiten. De twaalfkoppige band bestond uit Zappa, Willis, Thunes, Wackerman en Martin, en daarnaast gitarist, toetsenist en zanger Mike Keneally, percussionist Ed Mann, trompettist Walt Fowler, trombonist Bruce Fowler en saxofonisten Paul Carman, Albert Wing en Kurt McGettrick.
In 1985 nam Zappa deel aan een hoorzitting die was georganiseerd door het Parents' Music Resource Center (PMRC), waaraan onder andere Tipper Gore, de vrouw van Al Gore, was verbonden. Deze instelling beweerde dat de Amerikaanse platenindustrie de jeugd van Amerika blootstelde aan "seks, geweld en de verheerlijking van drugs en alcohol". Zappa trad tijdens deze congressional hearing op als voorvechter van de muzikale vrijheid en bestreed met verve de mening van het PMRC. Muzikaal nam Zappa wraak met het album FZ meets the Mothers of Prevention uit 1985.
Naarmate hij ouder werd legde hij zich steeds meer op het componeren toe.

## Orkeststukken

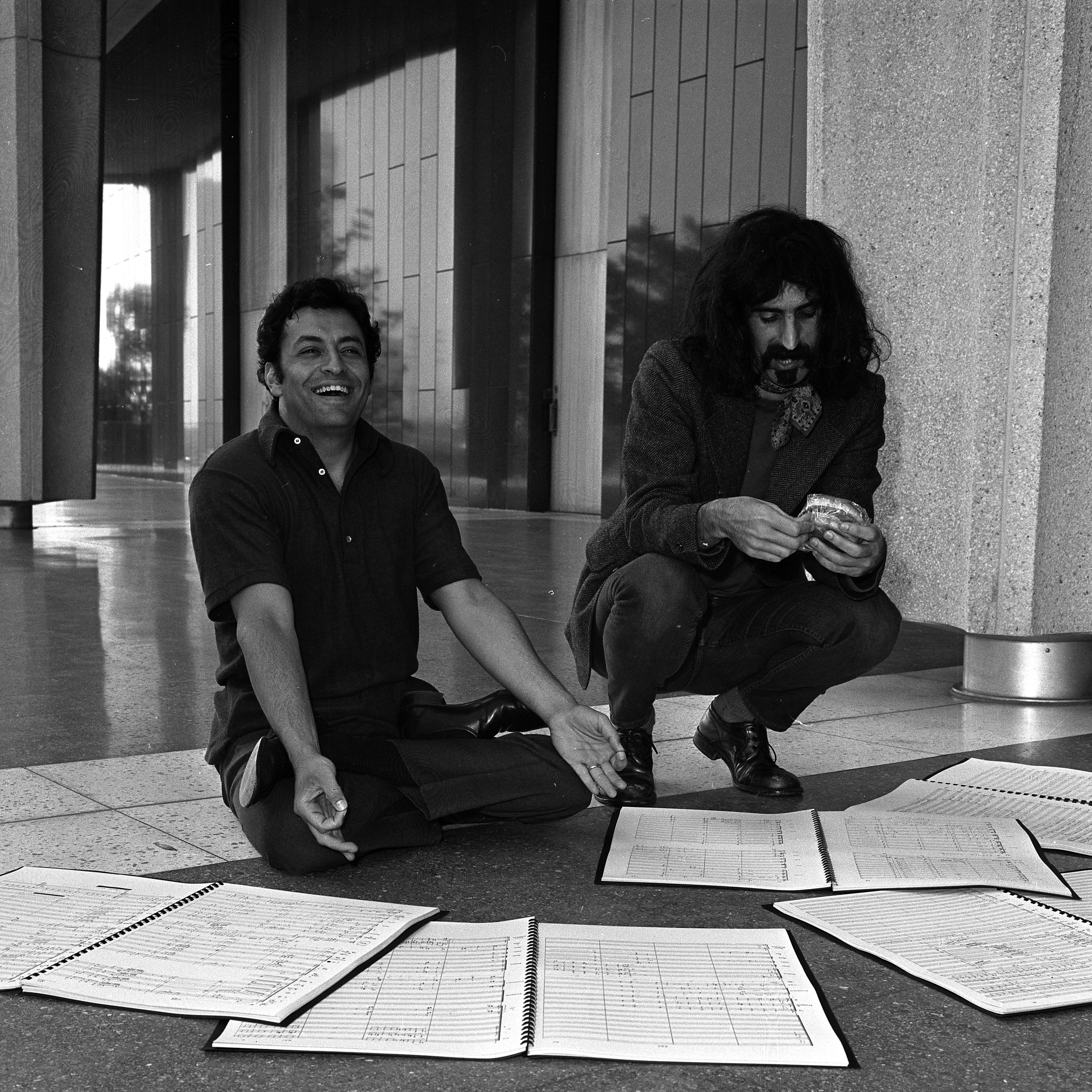
Zubin Mehta en Frank Zappa

Zelfs voor zijn rockcarrière schreef Zappa al stukken voor symfonieorkest. Het eerste optreden, dat ook werd uitgezonden door radiostation KPFK, vond plaats in 1963 op het Mount St. Mary's College in Los Angeles waar verschillende partituren van The Experimental Music of Frank Zappa werden gespeeld door studenten van het collegeorkest. In 1967 nam hij, naast de opnamen met de Mothers, het album Lumpy Gravy op, gecomponeerd voor een orkest van 40 man en uitgevoerd door het "Abnuceals Emuukha Electric Symphony Orchestra & Chorus".  Nadat Zappa in 1971 met het Royal Philharmonic Orchestra had samengewerkt voor het album en de film 200 Motels, bracht hij in 1979 het puur orkestrale album Orchestral Favorites uit. Opnieuw heet het orkest dat hierbij betrokken is "Abnuceals Emuukha Electric Symphony Orchestra" – maar een aantal muzikanten zijn andere dan die uit 1967. Opnamen met het London Symphony Orchestra (dirigent: Kent Nagano) werden uitgebracht in 1983 en 1987. Het nieuwe aan deze opnamen was dat de instrumenten elk afzonderlijk werden opgenomen met hun eigen microfoons, waardoor Zappa ze achteraf kon mixen en beperkte correcties kon aanbrengen. In de begeleidende tekst bij de tweede plaat betreurde Zappa de ‘menselijke eigenaardigheden’ van de opname, die ‘besmet was met verkeerde noten en vals klinkende passages’. Ook de samenwerking met Pierre Boulez leverde geen groot succes op. Kort voor zijn dood vond Frank Zappa in het Duitse kamerorket Ensemble Modern een muziekensemble dat zijn composities voor orkest succesvol en met grote technische precisie uitvoerde. Het Zappa's orkestwerk The Yellow Shark, uigevoerd door het Ensemble Modern ging in september 1992 in première in Frankfurt am Main, in aanwezigheid en deels onder muzikale leiding van de componist. Hij moest zijn tournee echter annuleren vanwege zijn progressieve prostaatkanker.
Zappa was een van de weinige componisten uit de 2e helft van de 20e eeuw, die pop, jazz en klassiek combineerde. Over zijn vocale kwaliteiten was Zappa minder tevreden. Zo stelde hij in een interview, dat wanneer hij auditie zou moeten doen voor zijn eigen band, hij niet zou worden aangenomen.

## Werken met de synclavier
In 1982 kocht Zappa een synclavier, een synthesizer met een samplingmodule. Het stelde hem in staat om zelfs ingewikkelde muzieknotaties eenvoudig via een toetsenbord of klavier in te voeren. De ingevoerde stukken konden vervolgens worden bewerkt, en opgeslagen op de ingebouwde harddiskrecorder. De muziek kan worden afgespeeld of als bladmuziek afgedrukt worden. Zappa waardeerde de hoge precisie van de weergave van de synclavier, het apparaat kent geen vermoeidheid die soms optreedt bij muzikanten. Zappa zag het gebrek aan improvisatie en spontaniteit als nadelen. Zappa werkte met de elektronische invoeropties, zijn composities ontstonden rechtstreeks op het apparaat.
Over de kosten van het instrument stelde Zappa dat de synclavier slechts de helft kostte ten opzichte van de opnamen met het London Symphony Orchestra, en dat hij de mogelijkheid had om zijn composities op elk gewenst moment te kunnen afspelen. Hij hoefde geen vaste muzikanten meer in dienst te nemen. In de jaren 1980 werkte Zappa aan 250 tot 300 composities tegelijk en herzag deze naarmate de mogelijkheden van zijn synclavier toenamen dankzij technische verbeteringen. Zappa's synclaviermuziek werd voor het eerst op een cd uitgebracht samen met orkeststukken onder leiding van Pierre Boulez: Boulez Conducts Zappa: The Perfect Stranger uit augustus 1984. Volgens Barry Miles klinken de elektronisch geproduceerde stukken op synclavier ‘mechanisch’ vergeleken met de stukken die zijn opgenomen door Ensemble Intercontemporain, en het album als geheel is ‘vreemd onevenwichtig’. De synclavier-opname Francesco Zappa, drie maanden later uitgebracht, bestond uit verschillende historische stukken van de componist Francesco Zappa en was puur elektronisch georkestreerd.
Het album Jazz from Hell, dat in november 1986 uitkwam, bestond voornamelijk uit stukken die met de synclavier waren opgenomen. Barry Miles merkt op dat de drums mechanisch repetitief zijn, de lange noten vervagen niet en het vibrato van de noten is niet succesvol. Ben Watson ziet het album daarentegen als een ‘prachtige demonstratie van Zappa’s voortdurende vermogen om melodieën te componeren’. Zappa's "surrealistische oor voor klank" maakt van een melodie niet zozeer een opeenvolging van noten op papier, maar eerder een manier om de "sociaal-satirische energieën" te herkennen die besloten liggen in wat Zappa de aroma's van de instrumenten noemde. Het album ontving een Grammy Award voor Beste Instrumentale Rockuitvoering (Orkestgroep of Solist). Ook voor het Yellow Shark-project gebruikte Zappa de synclavier.
Na Jazz from Hell bracht Zappa Civilization Phase III en Dance Me This uit, twee cd's met een mix van gecomponeerde muziek en collages, samengesteld door het samenvoegen van samples.

## Zappa als gitarist
Zappa begon in zijn eerste bandje als drummer. Pas op 18-jarige leeftijd kreeg hij zijn eerste gitaar en leerde hij zich gitaar spelen. Hij werd in zijn spel beinvloed door o.a. Johnny "Guitar" Watson, Howlin' Wolf en Clarence 'Gatemouth' Brown. Watson was een van de eerste gitaristen, die feedback en reverb gebruikte. In de jaren 1970 en 1980 nodigde hij Watson uit voor een bijdrage op de albums One Size Fits All (1975), Them or Us (1984), Thing-Fish (1984) en Frank Zappa Meets the Mothers of Prevention (1985). Zappa beschouwde soleren als het equivalent van het vormen van "luchtsculpturen", en ontwikkelde een eclectische, innovatieve en zeer persoonlijke stijl. Een artikel in november 2016 van de redactie van Guitar Player Magazine schreef: "Vol met verfijnde motieven en ingewikkelde ritmes, lijken Zappa's uitgebreide uitstapjes meer op symfonieën dan op gitaarsolo's". De vergelijking met symfonische muziek komt voort uit zijn gewoonte om melodieuze thema's te introduceren die, net als de hoofdmelodieën van een symfonie, gedurende zijn solo's met variaties werden herhaald. Hij werd verder beschreven als iemand die een breed scala aan toonladders en modi gebruikte, verlevendigd door "ongebruikelijke ritmische combinaties". In 2016 legde Dweezil Zappa uit dat een onderscheidend element van de gitaarimprovisatietechniek van zijn vader was dat hij veel meer op opwaartse slagen vertrouwde dan veel andere gitaristen, die met hun plectrum eerder neerwaartse slagen gebruikten. In "Outside Now" van het album Joe's Garage speelt hij een solo in 11/8 maat. Kasper Sloots schreef: "Zappa's gitaarsolo's zijn niet bedoeld om technisch te pronken (Zappa heeft niet beweerd een groot virtuoos op het instrument te zijn), maar om het plezier dat het geeft om een compositie recht voor een publiek te proberen op te bouwen, zonder te weten wat de uitkomst zal zijn.".
In 1979 had Zappa de gitaarvirtuoos Steve Vai al ingehuurd om een aantal van zijn gitaarsolo's te transcriberen. De transcripties omvatten de meeste solo's uit "Joe's Garage", meer dan de helft van de solo's uit "Shut up 'n play yer guitar" en enkele andere. Ze werden in 1982 gepubliceerd als de 300 pagina's tellende uitgave "The Frank Zappa Guitar Book"

## Zappa als tekstschrijver
Zappa was in eerste instantie componist, teksten kwamen op het tweede plan, maar muziek en teksten vormden in Zappa's visie wel een eenheid. In de eerste helft van zijn creatieve periode speelden teksten een belangrijke rol als commentaar op de maatschappij, zowel op het burgerlijke conservatieve deel van de Amerikaanse bevolking als op de hippiecultuur uit de jaren 1966-1969. Zappa was het volledig eens met de wens van de hippies, die in Los Angeles freaks genoemd werden, voor een verruiming van het bewustzijn in de zin van vrij denken, vrije liefde, open huwelijken. Deze aspecten van een andere levensstijl die de beweging uitdroeg, kwamen overeen met zijn levenshouding, maar We're Only in It for the Money is naast een parodie op de consumptiemaatschappij tevens een parodie op de flowerpower-beweging, waar Sgt. Pepper's Lonely Hearts Club Band model voor stond. Zappa vond de meeste hippies maar domme lui, zoals in het nummer "Flowe Punk", waarin een hippie naar San Francisco gaat om een bloemenkind te worden.
De doowopalbums hebben naast het gedoowop alleen simpele liefdesliedjesthema's als tekst, in opvolger Uncle Mear gebruikt Zappa tekst als 'spoken words', uitgesproken door de fictieve 'Suzie Creamcheese'. Over de teksten op Over-Nite Sensation, een van zijn populairste albums, was de rockpers over het algemeen negatief. Zijn teksten hierop waren obsessief met seks en vrouwonvriendelijk daarin, hoewel sommige critici de teksten interpreteerden als ironie op de Amerikaanse samenleving. "I'm the Slime" is een nummer over de slijmballen op de Amerikaanse televisie en "Montana" is ofwel een absurd, danwel komisch lied over iemand die zijdeflos in Montana gaat verbouwen.

Zappa maakte zich sterk voor de vrijheid van meningsuiting. In 1985 stelden een groep verontruste ouders, verenigd in het Parents Music Resource Center (PMRC) onder leiding van Tipper Gore (vrouw van Al Gore, de latere vicepresident onder Bill Clinton) de muziekindustrie voor muziek met seksuele of satanische inhoud als zodanig te labelen. Zappa werkte mee aan de hoorzettingen over het voorstel en getuigde:
De invoering van een beoordelingssysteem, vrijwillig of niet, opent de deur naar een eindeloze reeks programma's voor morele kwaliteitscontrole, gebaseerd op dingen die bepaalde christenen niet leuk vinden.
 Zappa zette fragmenten van de hoorzittingen van de PMRC op Synclavier-muziek in zijn compositie "Porn Wars" op het album Frank Zappa Meets the Mothers of Prevention.

## Zappa als componist
Zappa's composities worden omschreven als eclectisch, hij mengde allerlei stijlen en gebruikte muzikale citaten uit zowel de popmuziek als de klassieke muziek. Hij schreef zijn werk voornamelijk voor rockbands, maar hij componeerde en arrangeerde ook voor jazz-georiënteerde bigbands en orkesten van uiteenlopende omvang, van kamerorkesten tot symfonieorkesten. Voor de combinatie van rockmusicus en componist betekende dit een dillema, met zijn rockband kon hij touren, met een orkest niet.
De eerste demo's die de Mothers naar platenmaatschappij CBS stuurden werden afgewezen als "No Commercial Potential", een etiket dat Zappa vervolgens als geuzennaam plakte op al zijn composities uit die beginjaren. Het debuutalbum van de Mothers, de dubbel-LP Freak Out!, bevat op kant 1 en 2 nog relatief eenvoudige popsongs, wellicht uit commerciële overwegingen, maar de kanten 3 en 4 staan vol met experimentele muziek opgebouwd rond gitaarriffs en drumpatronen afgewisseld met zangimprovisaties. Opvolger Absolutely Free is al muzikaal complexer dan zijn voorganger met destijds niet eerder gehoorde geluidsexperimenten en collages. 
De muziek van Zappa is uitgebreid geanalyseerd in studies van o.a. Wolfgang Ludwig en Kasper Sloots. Sloots geeft aan dat in Absolutely Free Zappa zijn kenmerkende stijl met het veranderen van thema's, metrums en tempi binnen een nummer voor het eerst breed doorvoert. Hoewel 4/4 de meest gebruikte maatsoort is, gebruikt Zappa veel maatsoorten met oneven getallen. Het kunnen veelvouden van drie zijn, zoals 3/4 of 6/4, maar ook extra maatsoorten zoals 5/8, die onderverdeeld kunnen worden als 3/8 plus 2/8 of andersom.

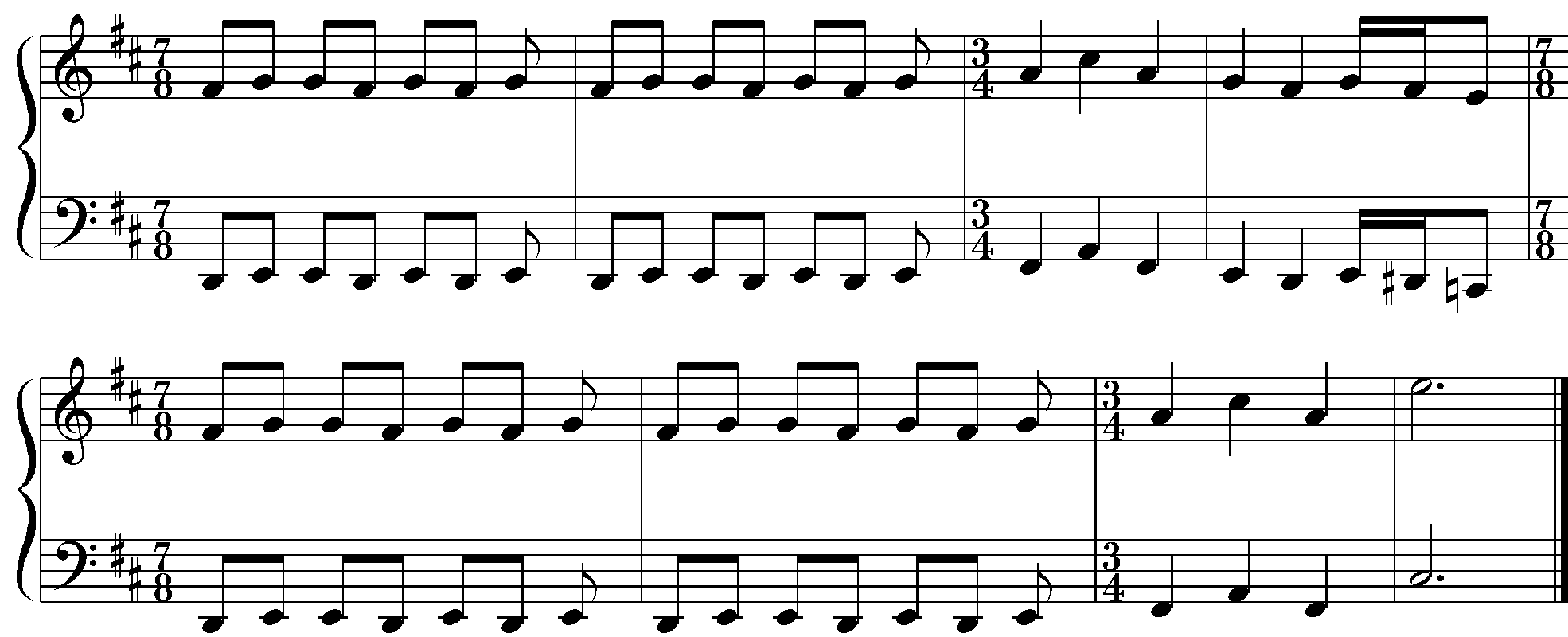
Audiovoorbeeld: Verandering van 7/8 naar 3/4 maat met extra drums (niet aanwezig in het origineel, toegevoegd voor demonstratiedoeleinden) in het nummer Big Swifty van het album Waka/Jawaka

Het hoofdmotief van "Big Swifty:  (album Waka/Jawaka ) wordt gespeeld in parallelle tienden en verandert twee keer van 7/8 naar 3/4 maat, totdat na verschillende herhalingen en variaties in het refrein uiteindelijk een 4/4 maat wordt bereikt.
Ritmische differentiatie wordt bereikt door bijvoorbeeld het gebruik van onregelmatige ritmische groeperingen als triolen, het verschuiven van accenten door middel van syncopen of pauzes op het maataccentpunt. Ludwig concludeert dat het moeilijk is om typische Zappa-melodieën te geven, maar merkt op dat er wel enkele voorkeuren zijn. Bijvoorbeeld het meer dan gemiddelde gebruik van intervallen groter dan een terts, die in tegengestelde richtingen kunnen bewegen. Er worden enkele voorbeelden gegeven van onharmonische kwart- en kwintdelen. Verder is er het veelvuldige gebruik van sequenties, nootherhalingen en de neiging om de melodie aan te passen aan de lettergrepen van de tekst.
Op Absolutely Free waren de Mothers al uitgebreid met een houtblazer en de ritmesectie aangevuld met een slaggitarist en een extra drummer, maar een beperkt budget liet verdere uitbreiding niet toe. Dat was via Capitol Records wel beschikbaar voor Lumpy Gravy, Zappa's eerste soloalbum, dat echter niet onder zijn eigen naam uitgebracht kon worden. Na een juridisch geschil met MGM werd de release zelfs ingetrokken. 
Op Lumpy Gravy trekken de vele soorten slag- en blaasinstrumenten die worden gebruikt de aandacht. In de arrangementen zijn melodieën die unisono door twee of meer instrumenten worden gespeeld kenmerkend, evenals grote afstanden tussen bas en discant, het mixen van meer dan één stem en diverse geluidseffecten, zoals bubbels, die de tekst illustreren.
Zappa had grote interesse in de nieuwste ontwikkelingen op het gebied van opnametechnieken. Vaak wordt de opbouw van nummers op albums gebruikt door het combineren en overdubben van losse tracks die zijn opgenomen in studio's en tijdens verschillende concerten op tournee. Ook kenmerkend is de frequente dubbele channeling van zijn stem en gitaar, waardoor ze in een stereo-omgeving als twee instrumenten klinken.

## Privéleven
Zappa was sinds 1967 getrouwd met Gail, geboren als Adelaide Gail Sloatman (1945–2015), die de zaken van Zappa beheerde. Ze kregen vier kinderen:
- Moon Zappa (Moon Unit Zappa, 1967)
- Dweezil Zappa (Ian Donald Calvin Euclid Zappa, 1969), genoemd naar de bijnaam van de kleine teen van Gail. Dweezil houdt zich onder andere bezig met het beheren en uitgeven van de honderden uren onuitgegeven muziek die nog in Zappa's kelder bewaard liggen.
- Ahmet Zappa (Ahmet Emuukha Rodan Zappa, 1974)
- Diva Zappa (Diva Thin Muffin Pigeen Zappa, 1979)

Zappa overleed enkele weken voor zijn 53e verjaardag aan de gevolgen van prostaatkanker. Hij is begraven in Westwood Village Memorial Park Cemetery in Los Angeles zonder gedenksteen, op lot #100.
Na de dood van Zappa richtte zijn weduwe Gail de Zappa Family Trust (ZFT) op, waarin de muziekrechten van Zappa werden ondergebracht. De ZFT bracht postuum 68 albums uit, gedistribueerd via Universal Music Group. Na de dood van Gail in oktober 2015 ontvingen de Zappa-kinderen aandelen van de trust; Ahmet en Diva ontvingen elk 30%, Moon en Dweezil ontvingen elk 20%. In juni 2022 kondigde de Zappa Trust aan dat het de volledige catalogus van Zappa aan Universal Music had verkocht, inclusief mastertapes, auteursrechten op nummers en handelsmerken.

## Wetenswaardigheden
- In Vilnius, Litouwen staat een standbeeld van Frank Zappa. Dit komt omdat de (voormalige) burgemeester een heel grote fan van Frank Zappa was.

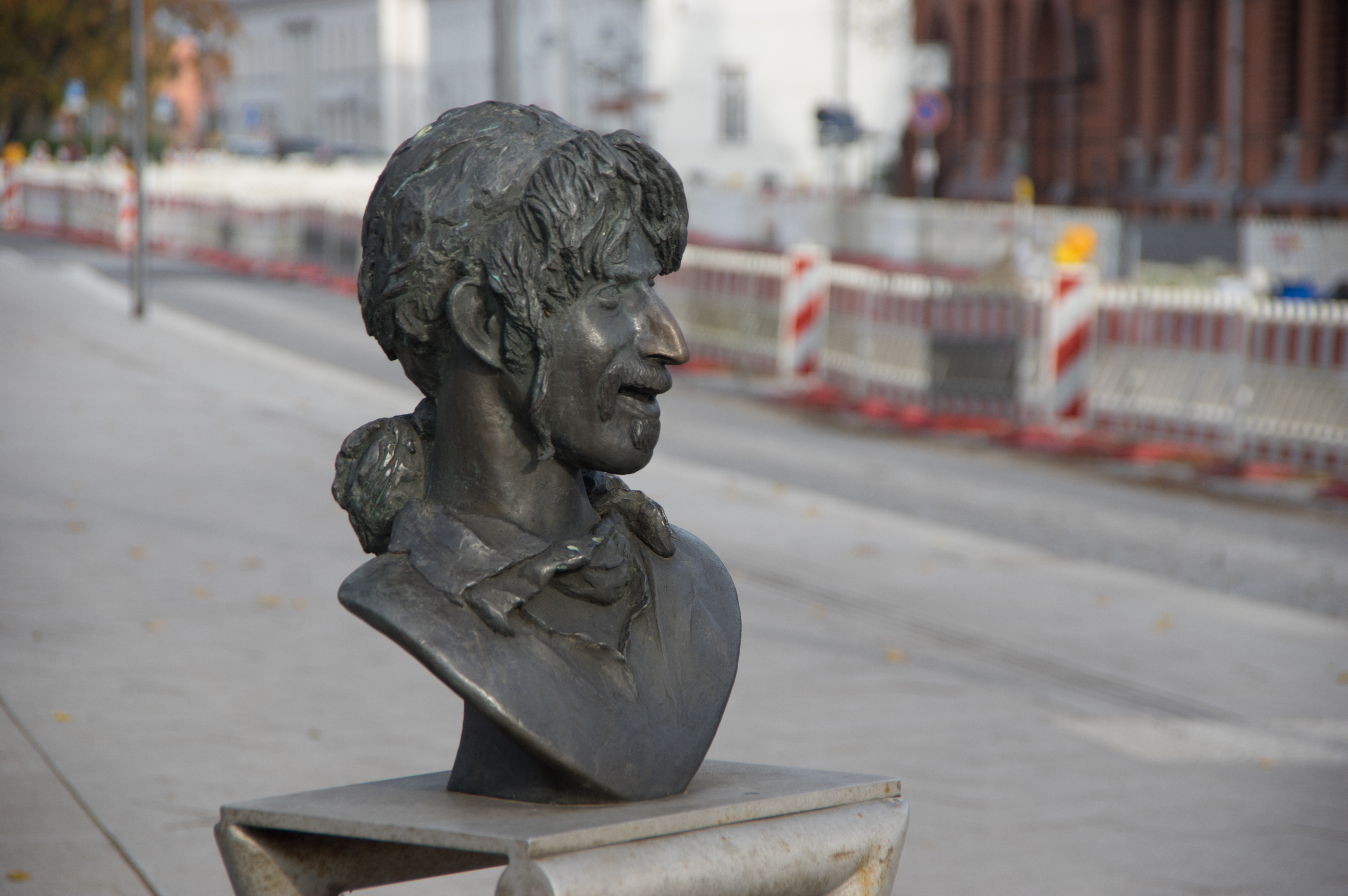
Frank Zappa buste in Bad Doberan

- Sinds 2002 staat er in het centrum van Bad Doberan in het voormalige Oost-Duitsland, waar jaarlijks het grootste Zappa festival gehouden wordt, een buste van Frank Zappa.

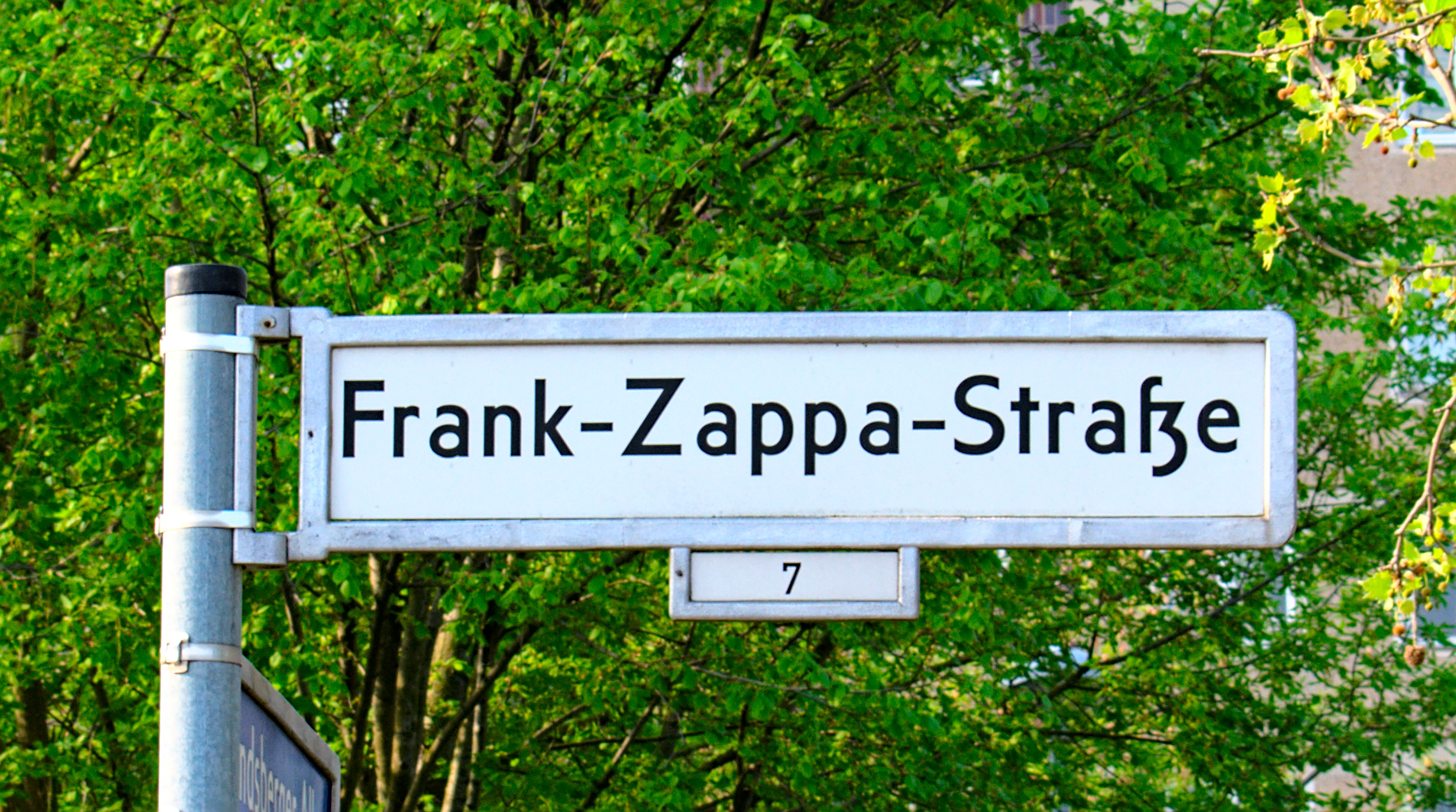
Frank-Zappa-Straße in Berlijn

- In de Berlijnse wijk Marzahn-Hellersdorf werd op 28 juli 2007 de 400 meter lange “Straat 13” naar Zappa vernoemd (Frank-Zappa-Straße)
- Tijdens een optreden in het casino van Montreux (1971) schoot een toeschouwer een lichtkogel af die het gebouw in lichterlaaie zette.[27] Dankzij organisator Claude Nobs waren er geen doden, maar het casino uit 1881 brandde volledig af. Zappa en zijn bandleden verloren al hun materiaal. Deep Purple was aanwezig bij het voorval en putte er inspiratie uit voor Smoke on the Water. Nadien circuleerde een bootleg waarop een en ander te horen was, in 1992 uitgebracht als Swiss Cheese / Fire.
- In de Nerostrip nr. 95 "Het Beest zonder Naam" uit 1985 voerde striptekenaar Marc Sleen de figuur van "Prof. Doctor Zappadopolis" op. Dit strippersonage, dat vanuit een soort duikboot in de vorm van een zeemonster, de wereld wil vernietigen met een kernbom die zelfstandig kon denken omdat er menselijke hersencellen werden ingeplant, werd gemodelleerd naar Frank Zappa.
- In 1994 werd een planetoïde naar Frank Zappa genoemd: (3834) Zappafrank.
- Nog in 1994 werd door de biologen Bosmans en Bosselaers een spin beschreven die ze de naam "Pachygnatha zappa" gaven. Op haar onderlijf heeft deze spin een pigmentvlek die erg op de snor van Frank Zappa lijkt.[28]
- Zappa sprak de stem in van de paus in de aflevering Powdered Toast Man (1992) van de animatiereeks The Ren & Stimpy Show.
- In de animatiereeks Duckman werden in het eerste seizoen Zappa's composities vaak als achtergrondmuziek gebruikt.
- Zappa speelde ook een klein rolletje in de film Head (1968) met The Monkees.
- Hij vertolkte de rol van drugsdealer in de episode Payback in de televisieserie Miami Vice.
- Zappa sprak geen Nederlands, maar riep tijdens een concert in Rotterdam (1988) "You'll never hear 'vloerbedekking' again". Deze uitspraak is te horen tijdens Theme from "Lumpy Gravy" op de plaat Make a Jazz Noise Here. Hij verwees naar een optreden in Rotterdam uit 1971, waar het Sofa nummer met Nederlandse tekst gebracht werd: geef mij wat vloerbedekking onder deze vette, zwevende sofa. Beide opnames werden gemaakt in Sportpaleis Ahoy'.
- Diverse soorten, waaronder Phialella zappai,[29] Zappa confluentus[30] en Amaurotoma zappa[31] zijn naar Frank Zappa vernoemd. Hetzelfde geldt voor het ZapA-gen in Proteus mirabilis.[32] Ook bacterie P. acnes type Zappae, die acne veroorzaakt, draagt zijn naam.[33]

## Boeken
- Bekkelund, Erland & Cege Berglund & Matti Laipio & Ole Lysgaard & Soren Gaden, "Frank Zappa The Nordic Stories"(2020), Brumunddal: Absolutt forlag, ISBN 978-82-999975-8-4
- Chevalier, Dominique, "Viva Zappa" (1986), London: Omnibus Press, ISBN 0-7119-9436-6
- Colbeck, Julian, "Zappa" (1987), London: Virgin Book, ISBN 0-86369-156-0
- Courrier, Kevin, "The Dangerous Kitchen. The Subversive Art of Frank Zappa" (2001), Toronto: ECW Press, ISBN 1-55022-447-6
- Diejen, Cor van, "Een modder van inventie" (2017), Drekwerk publicaties, ISBN 978-90-827512-1-5
- Gray, Michael, "Mother! is the Story of Frank Zappa" (1984), London: Proteus Books, ISBN 0-86276-146-8
- Greenaway, Andrew, "The Inside Stories of Zappa's Other People" (2017), Bedford: Wymar Publishing, ISBN 978-1-908724-67-0
- Greenaway, Andrew, "Zappa the Hard Way" (2010), Bedford: Wymar Publishing, ISBN 978-1-908724-00-7
- James, Billy, "Necessity Is...: The Early Years of Frank Zappa & the Mothers of Invention" (2000), London: SAF Publishing Ltd., ISBN 0-946719-51-9
- Kloet, Co de, "Frank & Co", (2020), Haver Producties, ISBN 978-90-821095-3-5
- Kostelanetz, Richard, "Frank Zappa Companion. Four Decades of Commentary" (1997), New York: Schirmer, ISBN 0-02-864628-2
- Lennon, Nigey, "Being Frank. My Time with Frank Zappa" (1995), Los Angeles: California Classics Book, ISBN 1-879395-55-X
- Lowe, Kelly Fisher, "The Words and Music of Frank Zappa" (2006), Westport: Praeger Publishers, ISBN 0-275-98779-5
- Ludwig, Wolfgang, " Untersuchungen zum musikalischen Schaffen von Frank Zappa", ISBN 3-6314-5128-8
- Miles, Barry, "In His Own Words" (1993), London: Omnibus Press, ISBN 0-7119-3100-3
- Miles, Barry, "Frank Zappa - A Visual Documentary" (2003), London: Omnibus Press, ISBN 0-7119-3099-6
- Miles, Barry, "Frank Zappa" (2004), London: Atlantic Books, ISBN 1-84354-092-4 (vertaald in het Nederlands als Zappa De biografie, ISBN 978-90-6005-556-4)
- Rausch, Andreas, "Zappaesk" (2005), Köln: Egmont vgs verlagsgesellschaft, ISBN 3-7704-2888-9
- Russo, Greg, "Cosmik Debris. The collected history and improvisations of Frank Zappa" (1998), USA: Crossfire Publications, ISBN 0-9648157-4-5
- Russo, Greg, "Cosmik Debris. The collected history and improvisations of Frank Zappa (Revised)" (1999), USA: Crossfire Publications, ISBN 0-9648157-7-X
- Russo, Greg, "Cosmik Debris. The collected history and improvisations of Frank Zappa (The Son Of Revised)" (2003), USA: Crossfire Publications, ISBN 0-9648157-0-2
- Slaven, Neil, "Electric Don Quixote: The Definitive Story of Frank Zappa" (2003), London: Omnibus Press, ISBN 0-7119-9436-6
- Ulrich, Charles, "The Big Note. A guide to the recordings of Frank Zappa" (2018), Vancouver: New Star Books, ISBN 978-1-55420-146-4
- Walley, David, "No Commercial Potential. The Saga of Frank Zappa" (1980, Then and Now, New York: E. P. Dutton, ISBN 0-525-93153-8
- Watson, Ben, "Frank Zappa: The Negative Dialectics of Poodle Play" (1996), New York: St. Martin's Griffin, ISBN 0-312-14124-6
- Watson, Ben, "Frank Zappa. The Complete Guide to His Music" (2005), London: Omnibus Press, ISBN 1-84449-865-4
- Wills, Geoff, "Zappa and Jazz" (2015), Leicestershire: Matador, ISBN 978-1-78462-391-3
- Zappa, Frank & Occhiogrosso, Peter, "The Real Frank Zappa Book" (1989), New York: Poseidon Press, ISBN 0-671-63870-X
- Zeuner, Mick & Klaus Kühner & Andrew Greenaway, "The Zappa Tour Atlas with annotated discography" (2019),  Bedford: Wymar Publishing, ISBN 978-1-912782-17-8

- Bibsys: 90785556
- Biblioteca Nacional de España: XX1090669
- Bibliothèque nationale de France: cb139013873 (data)
- CiNii: DA04932280
- Gemeinsame Normdatei: 118636200
- International Standard Name Identifier: 0000 0001 1079 2302
- Library of Congress Control Number: n81048026
- Nationale Bibliotheek van Letland: 000299425
- MusicBrainz: e20747e7-55a4-452e-8766-7b985585082d
- Bibliotheek van het Japanse parlement: 00477681
- Nationale Bibliotheek van Tsjechië: jn20000702002
- Nationale Bibliotheek van Israël: 987007449498605171
- Nationale Bibliotheek van Polen: a0000001183206
- Nederlandse Thesaurus van Auteursnamen: 071765409
- RKD-Nederlands Instituut voor Kunstgeschiedenis: 397455
- Istituto Centrale per il Catalogo Unico: CFIV039084
- SNAC: w6dj664m
- Système universitaire de documentation: 084287292
- Union List of Artist Names: 500350999
- Virtual International Authority File: 100234697
- WorldCat: E39PBJxCDW6QqxJQYqJfWRRVG3